# Сосновка (Запорожская область)
Сосновка (укр. Соснівка) — посёлок в Новопилиповском сельском совете Мелитопольского района Запорожской области Украины.
Код КОАТУУ — 2323082803. Население по переписи 2001 года составляло 117 человек.

## Географическое положение

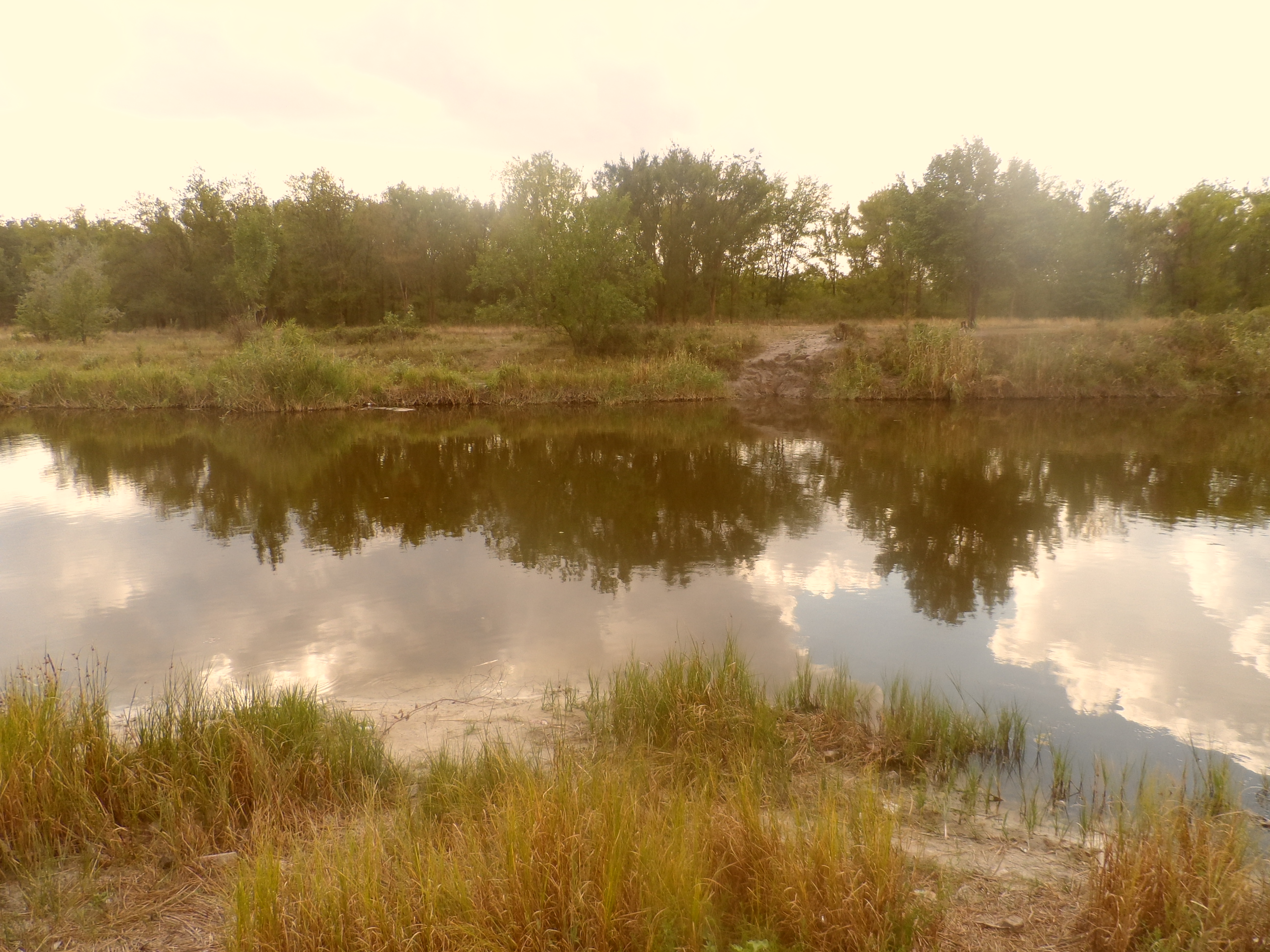
Зелёная зона в посёлке Сосновка.

Посёлок Сосновка находится на левом берегу реки Молочная, выше по течению примыкает село Новопилиповка, ниже по течению на расстоянии в 7 км расположено село Вознесенка.
К посёлку примыкает Старобердянское лесничество.

## История
- 1846 год — дата основания.
- В 2004 году было начато строительство газопровода, и 23 мая 2008 года село газифицировано.[2]

## Достопримечательности

### Дубовая аллея
Рядом с Сосновкой находится красивая дубовая аллея, объявленная памятником природы. 22 дуба, составляющие аллею, были посажены во второй половине XIX века меннонитами, жившими в селе. Здесь же сохранился дом первых меннонитов. До революции аллея была популярным местом отдыха состоятельных людей. Каждую неделю здесь играл духовой оркестр, а в конце аллеи находился пруд, по которому можно было прогуляться на лодке.

### Старобердянское лесничество
Рядом с Сосновкой также находится Старобердянское лесничество — один из старейших на Украине лесных массивов в степной зоне, заложенный И. И. Корнисом в 1846 году. В лесничестве произрастают более 165 древесных и кустарниковых пород, многие из которых экзотичны для Украины, обитают 40 видов зверей и 50 видов птиц. В 1974 году лесничество объявлено государственным заказником.